# Каюрово (Угличский район)
Каюрово — деревня в Головинском сельском поселении Угличского района Ярославской области России.

## История
В середине XIX века деревня относилась к Мышкинскому уезду Ярославской губернии. 
В настоящее время деревня фактически исчезла. В начале XXI века в мышкинский музей из деревни была перевезена последняя сохранившаяся изба. 

## Население
| 2007 | 2010 |
| ---- | ---- |
| 0    | →0   |

## Известные жители и уроженцы
В деревне в семье крепостных крестьян в 1831 году родился русский предприниматель, «водочный король» Пётр Арсеньевич Смирнов.
В деревне в семье дьякона в 1865 году родился русский купец и меценат, заводчик орловских рысаков и поставщик солода для Товарищества П.А. Смирнова, Овчинников Иван Григорьевич.